# Rosso Malpelo

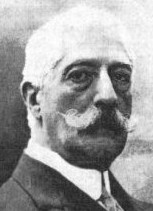
Giovanni Verga

Rosso Malpelo è una novella di Giovanni Verga, che comparve per la prima volta su Il Fanfulla nel 1878 e che venne in seguito raccolta, insieme ad altre novelle uscite nel 1879-1880, in Vita dei campi, pubblicata nel 1880.
La novella narra la storia di Rosso Malpelo, un giovane ragazzo siciliano che lavora come minatore in una cava di rena rossa, disprezzato e considerato cattivo dai suoi colleghi a causa dei suoi capelli rossi considerati per il popolo dell'epoca simbolo di malizia e cattiveria

## Trama
Sicilia, XIX secolo. Rosso Malpelo è un ragazzo che lavora in una cava di rena rossa, conducendo una vita dura e priva di ogni forma di affetto. La madre non si fida di lui e sospetta che rubi soldi dallo stipendio che porta alla famiglia. Lavora con il padre, Mastro Misciu (al quale è stato dato il soprannome di Misciu Bestia perché svolge lavori gravosi), l'unica persona che gli mostra una forma d'affetto. Spinto dal disperato bisogno di soldi, Mastro Misciu, che viene bistrattato da tutti, accetta il pericoloso incarico del padrone di lavorare all'abbattimento di un pilastro, rifiutato dagli altri lavoratori; una sera, mentre sta scavando, quel pilastro gli cade addosso. Il figlio, nella disperazione, chiede aiuto e si affanna a scavare con le mani nude, ma Mastro Misciu resta sepolto sotto la montagna di rena.
Malpelo diventa sempre più scorbutico. Dopo la morte del padre, oltre a sfogare la sua rabbia sugli animali (particolarmente su un asino), alla cava viene a lavorare un ragazzino soprannominato Ranocchio per il suo modo claudicante di camminare. Viene aiutato da Malpelo, che da un lato lo protegge e dall'altro lo tormenta, picchiandolo e maltrattandolo, con lo scopo di insegnargli a vivere in quel mondo così duro e crudele ma anche perché non aveva mai ricevuto nessuna forma di affetto. Un giorno, mentre scava in un punto della miniera, ritrova le scarpe di suo padre. Spaventato dall'idea di ritrovarne anche il cadavere, decide di andare a lavorare in un'altra parte della miniera. Proprio qualche giorno dopo, quando viene rinvenuto il cadavere di Mastro Misciu, Malpelo riceve e custodisce come tesori gli oggetti appartenuti al padre: i calzoni, un piccone e una zappa. Poco dopo Ranocchio si ammala di tubercolosi e, stremato dalla fatica, muore. In seguito, un uomo evaso dalla prigione arriva alla cava per lavorare, ma dopo poche settimane, accorgendosi dell'asprezza e dei rischi che comporta la vita da minatore, decide di andarsene preferendo piuttosto ritornare in carcere.
Malpelo, ormai solo (la madre si è trasferita dopo essersi risposata come anche la sorella), assume il rischioso compito di esplorare una galleria abbandonata che arriva a un pozzo. Presi del pane, del vino, una lanterna, gli attrezzi da lavoro necessari e i vestiti del padre, il ragazzo si addentra in un cunicolo per non uscirne mai più. Anche dopo la sua scomparsa, i lavoratori della cava ancora temono di vederselo spuntare da un momento all'altro con i suoi "capelli rossi e occhiacci grigi".

## Significati
Rosso Malpelo descrive la realtà di povertà e sfruttamento subìto dalle classi disagiate in Sicilia alla fine del XIX secolo, realtà che Verga conosceva ma che emergeva anche dalle inchieste del Regno d'Italia da poco formatosi (1861). Principalmente, l'opera è un ritratto di un adolescente condannato dai pregiudizi popolari all'emarginazione, a causa del colore rosso dei capelli, spesso attribuito al male, e a una tragica fine, simile a quella del padre, oltre a un duro lavoro nelle cave di rena siciliane.
Nonostante il principio dell'impersonalità, che caratterizza gli scrittori veristi, Verga lascia trasparire la pietà che prova per Malpelo, un "vinto" che non ha alcuna possibilità di sottrarsi al proprio destino. Fa capire che i ragazzi come lui reagiscono al male che viene loro fatto infliggendo altrettanta sofferenza e cercando di reprimere i sentimenti di compassione pur di sopravvivere (emblematici sono i comportamenti rudi del protagonista nei confronti di Ranocchio e dell'asino).

## Tecnica narrativa
In "Rosso Malpelo" Verga sperimenta tecniche che userà poi largamente nel romanzo I Malavoglia (i concetti sono tratti dall'analisi del critico letterario Romano Luperini):
- Artificio dello straniamento: un fenomeno è presentato da un'ottica inedita, e dunque è mostrato come strano, imprevedibile, bizzarro.
- Artificio della regressione: l'autore regredisce, non racconta con la propria voce, ma con quella del popolo.
- Il punto di vista dell'autore (pur represso e volutamente taciuto) emerge comunque dalla regia del racconto e non coincide con quello della voce narrante.
- Struttura antifrastica del racconto: si sostiene una tesi ma si fa intuire che è possibile pure l'esatto opposto (ad esempio: chi è cattivo? Rosso Malpelo o la comunità che lo perseguita e lo giudica?).

## Linguaggio
- Il linguaggio abbonda di espressioni e modi di dire popolari, di proverbi; ad esempio, "russu è malu pilu". Quindi trova ampio spazio la lingua popolare.
- Metafore e similitudini tratte dal mondo popolare.
- La costruzione della frase e del periodo imita il parlato: sintassi paratattica, uso del che polivalente, anacoluto.
- La presenza di numerose espressioni in catanese tradizionale.

## Redazioni
- 1878: la novella è scritta nei primi mesi e pubblicata all'inizio di agosto sul «Fanfulla della domenica».
- 1880: la novella è ristampata senza modifiche sostanziali nella raccolta Vita dei campi, come terzo testo dopo Fantasticheria e Jeli il pastore.
- 1897: ultima e definitiva versione, con profonde modifiche attuate, in Vita dei campi, edizione Treves 1897 (illustrata dal pittore Arnaldo Ferraguti).[3]
- 1897: redazione definitiva in una nuova edizione di Vita dei campi (illustrata).

## Edizioni recenti
- Giovanni Verga, Rosso Malpelo, collana Oscar Classici Mondadori, 1ª ed., Milano, Arnoldo Mondadori Editore, 1999,  pp. 16 (solo la novella), ISBN 88-04-22894-6.